# دوروثي دين (ممثلة بريطانية)

دوروثي دين (ولدت في 1859-توفيت في 27 ديسمبر 1899) هي ممثلة مسرحية بريطانية وعارضة أستخدمها الرسام الإنجليزي فريدريك لايتن في لوحاته.